# 月潟 (新潟市)
月潟 （つきがた）は、新潟県新潟市南区の大字。郵便番号は950-1304。

## 概要
江戸期から現在までの地名。地名の由来は、散在した潟沼の形にちなむ。1889年（明治22年）まであった月潟村の区域。旅芸能「角兵衛獅子」の発祥の地。

### 隣接している町字
北から東回り順に、以下の町字と隣接する。
- 西萱場
- 大別當
- 西蒲区針ケ曽根
- 東長嶋

※中ノ口川を挟んで茨曽根と隣接。

## 歴史
成立時期は不明。1717年（享保2年）に町並みに扱われるようになり、1721年（享保6年）から毎年6月に馬市が開催された。また、1752年（宝暦2年）には六斎市が開設されるようになる。

### 沿革
- 1889年（明治22年）4月1日 : 合併により秋津村の大字となる。
- 1906年（明治39年）4月1日 : 合併により月潟村の大字となる。
- 2005年（平成17年）3月21日 : 合併により新潟市の大字となる。
- 2007年（平成19年）4月1日 : 新潟市の政令指定都市移行により南区の大字となる。

## 世帯数と人口
2018年（平成30年）1月31日現在の世帯数と人口は以下の通りである。
| 大字 | 世帯数  | 人口  |
| ---- | ------- | ----- |
| 月潟 | 349世帯 | 976人 |

## 小・中学校の学区
市立小・中学校に通う場合、学区は以下の通りとなる。
| 番地 | 小学校             | 中学校             |
| ---- | ------------------ | ------------------ |
| 全域 | 新潟市立月潟小学校 | 新潟市立月潟中学校 |

## 主な企業・施設

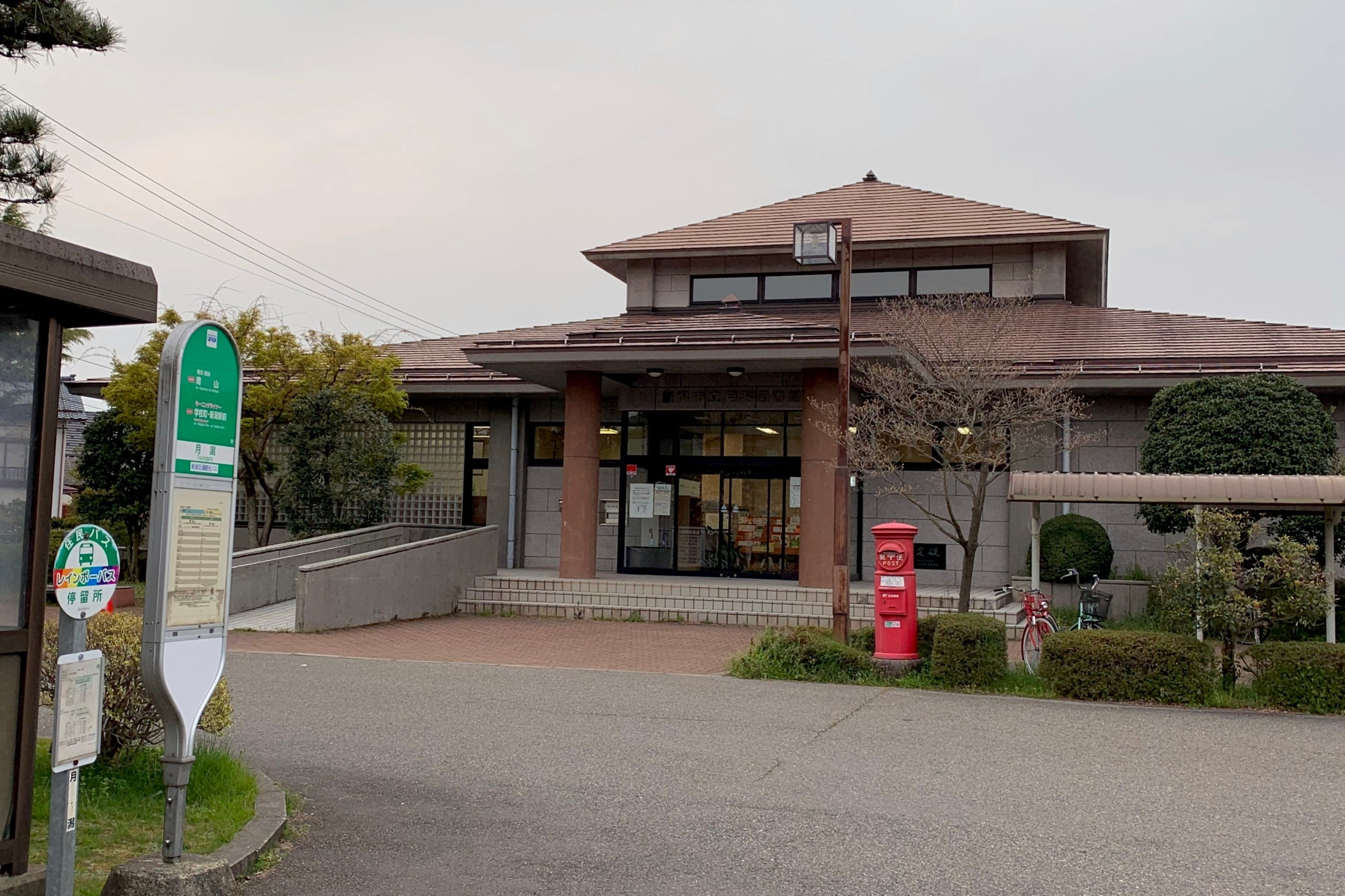
新潟市立月潟図書館（2020年4月）

- 新潟市南区役所 月潟出張所
- 新潟市立月潟小学校
- 月潟郵便局
- 第四北越銀行 月潟支店

## 交通

### 鉄道
新潟交通電車線（廃止）
- 月潟駅

### 道路
県道
- 新潟県道325号黒埼新飯田線

### バス
2016年10月現在の路線を示す。詳細は「路線・のりば（新潟交通）」、「潟東エリア（新潟交通観光バス）」を参照。
新潟交通路線バス
- 月潟停留所
  - W80 味方線 青山 - 月潟

新潟交通観光バス路線バス
- 月潟停留所 - 月潟中停留所 - 月潟上停留所
  - 白根健生病院前－月潟・新生町－燕駅前 線